# Sint-Bavokerk (Goeferdingen)

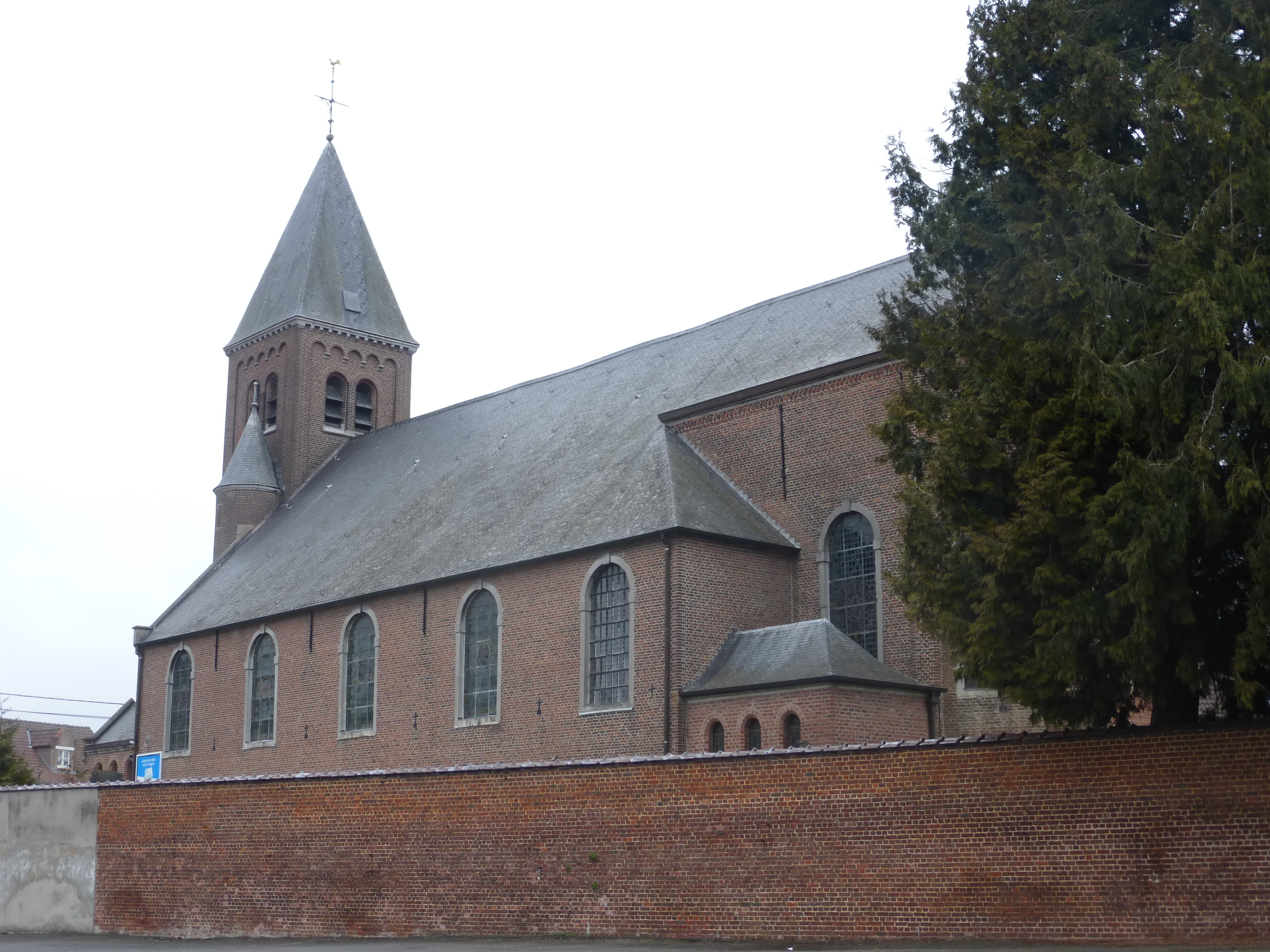
Sint-Bavokerk

De Sint-Bavokerk is de parochiekerk van de tot de Oost-Vlaamse gemeente Geraardsbergen behorende plaats Goeferdinge, gelegen aan de Kastanjestraat.
Deze kerk werd in 1776 gebouwd in classicistische stijl.
Het betreft een bakstenen pseudobasiliek met rondbogige vensters en voorgebouwde westtoren.
In de kerk vindt men het hoofdaltaar, de zijaltaren, de biechtstoel en de preekstoel, alle 18e-eeuws. Het arduinen doopvont is 15e-eeuws. De kerk bezit enkele 17e- en 18e-eeuwse schilderijen zoals een Mariadrieluik (1618), Aanbidding der herders (17e eeuw), Visioen van Sint-Jozef (1700), Onze-Lieve-Vrouw (18e eeuw) en Sint-Bavo met de Sint-Baafsabdij (1784).